# Ў
Ў (gemen: ў) är en bokstav i det belarusiska kyrilliska alfabetet. Den uttalas på belarusiska ungefär som ett engelskt w. Bokstaven härstammar från grekiska alfabetets ypsilon (Υ, υ). Vid transkribering av  belarusiska skriver man w i svensk text och [w] i IPA. Vid translitteration till latinska bokstäver enligt ISO 9 motsvaras bokstaven också av w.